# Венцборк (гміна)
Гміна Венцборк (пол. Gmina Więcbork) — місько-сільська гміна у північній Польщі. Належить до Семполенського повіту Куявсько-Поморського воєводства.
Станом на 31 грудня 2011 у гміні проживало 13360 осіб.

## Площа
Згідно з даними за 2007 рік площа гміни становила 235.71 км², у тому числі:
- орні землі: 61.00%
- ліси: 26.00%

Таким чином, площа гміни становить 29.80% площі повіту.

## Населення
Станом на 31 грудня 2011:
| Опис     | Загалом | Загалом | Чоловіки | Чоловіки | Жінки | Жінки |
| -------- | ------- | ------- | -------- | -------- | ----- | ----- |
| одиниця  | осіб    | %       | осіб     | %        | осіб  | %     |
| все      | 13360   | 100     | 6655     | 49.81    | 6705  | 50.19 |
| міське   | 6006    | 100     | 2886     | 48.05    | 3120  | 51.95 |
| сільське | 7354    | 100     | 3769     | 51.25    | 3585  | 48.75 |

## Сусідні гміни
Гміна Венцборк межує з такими гмінами: Лобжениця, Мроча, Семпульно-Краєнське, Сошно, Закшево.